# Trinidad (Paraguai)

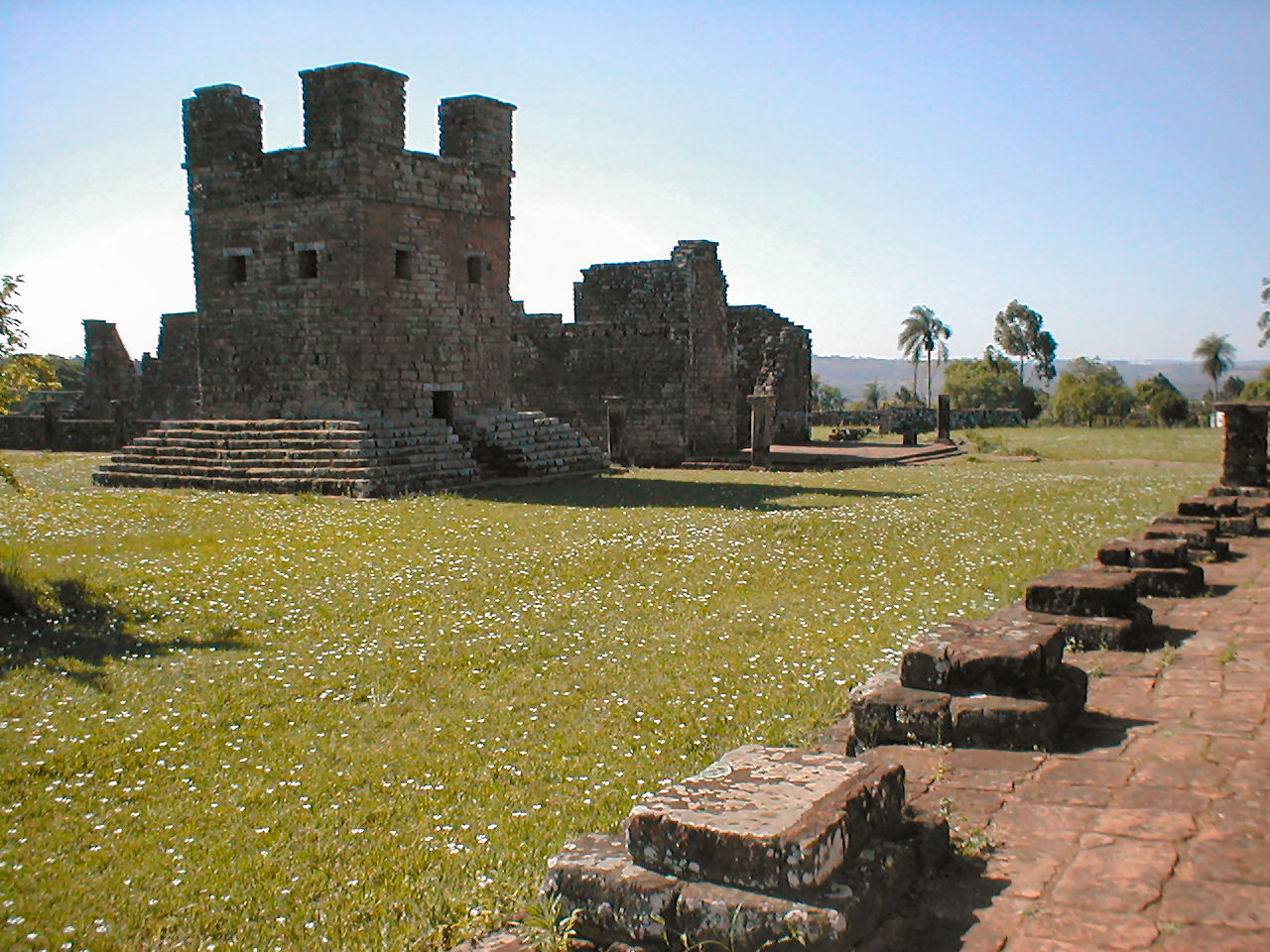
Foto da Cidade de Trindad, Paraguai.

Trinidad é uma cidade do Paraguai, localizada no Departamento de Itapúa. Ela é conhecida por ter uma das missões jesuítas mais importantes na região, a Missão Jesuíta de Santíssima Trindade do Paraná.

## Geografia
A cidade situa-se na zona centro-sul do Departamento de Itapúa, estando trinta quilômetros distante da capital de Itapúa, Encarnación. Seus limites são:
- ao norte: com as cidades de Jesús e Hohenau;
- ao leste: com as cidades de Nueva Alboraba e Hohenau;
- ao sul: com as cidades de Nueva Alboraba e Captán Miranda;
- ao oeste: com a cidade de Captán Miranda.

### População
De acordo com o censo de 2002 da Direção-Geral de Estatísticas, Pesquisas e Censos (em espanhol: Dirección General de Estadísticas, Encuestas y Censos) o distrito tinha, na época, um total de 6.873 habitantes, dos quais 35% (2.417) estão na zona urbana e, 65% (4456 habitantes) estão em sua área rural. A população atual da cidade, segundo o censo de 2017, é de 9.489 pessoas (com uma densidade populacional de 53,94 hab/km²).

### Transporte
O município de Trinidad é servido pelas seguintes rodovias:
- Ruta 06, que liga Minga Guazú ao município de Encarnación (Departamento de Itapúa);
- Caminho em pavimento ligando a cidade ao município de Jesús.[2][3][4]

## Turismo
A principal atração turística em Trinidad é a Missão Jesuíta de Santíssima Trindade do Paraná , declarada Patrimônio da Humanidade pela Unesco.